# Никонов, Константин Игоревич
Константин Игоревич Никонов — российский рэндзист, чемпион России (2010, 2016, 2020), двукратный победитель командного чемпионата мира в составе сборной России (1996, 2004).

## Биография
Играть в рэндзю начал в 1980 году. Неоднократно становился призёром чемпионатов России, но, несмотря на рекордное наряду с Павлом Сальниковым количество участий в финалах, звание чемпиона России завоевать не мог вплоть до 2010 года. Дважды участвовал в финальной стадии чемпионата мира, заняв 11 место в 1993 году и 10 место в 2001.

## Сёги
Является одним из первых сёгистов в России. Участвовал в турнирах по сёги с 1999 по 2005 год. Имеет 2-й кю ФЕСА и 1-й дан NSR.
В 1999 году стал чемпионом самого первого официального турнира по сёги в России — Moscow Shogi Open,
а в 2000 году — чемпионом квалификационного российского этапа на чемпионат мира по сёги в Нью-Йорке.